# Classe Azevia
A classe Azevia foi um modelo de lanchas de fiscalização ao serviço da Marinha Portuguesa, entre 1941 e 1976.
As lanchas forma construídas em Portugal, no Arsenal do Alfeite, em plena Segunda Guerra Mundial. Destinavam-se, essencialmente, à fiscalização das pescas, ao largo da costa de Portugal Continental.
Os navios da classe foram baptizados com nomes de peixes, cuja letra inicial indicava a ordem do navio.

## Unidades
| Número de amura | Nome          | Comissão    | Observações              |
| --------------- | ------------- | ----------- | ------------------------ |
| P 595           | NRP Azevia    | 1941 - 1975 |                          |
| P 596           | NRP Bicuda    | 1941 - 1975 |                          |
| P 597           | NRP Corvina   | 1943 - 1975 |                          |
| P 598           | NRP Dourada   | 1943 - 1975 |                          |
| P 599           | NRP Espadilha | 1945 - 1969 |                          |
| S/ número       | NRP Fataça    | 1945 - 1949 | Perdida por encalhamento |